# 墨西哥笛鯛
墨西哥笛鯛，為輻鰭魚綱鱸形目鱸亞目笛鯛科的其中一種，分布於東太平洋區，從墨西哥至秘魯海域，棲息深度可達30公尺，體長可達80公分，生活在岩石底質海域，成群活動，屬肉食性，以魚類、無脊椎動物等為食，可做為食用魚及遊釣魚。

## 擴展閱讀
維基物種上的相關：墨西哥笛鯛